# DE Большой Медведицы
DE Большой Медведицы (лат. DE Ursae Majoris) — одиночная переменная звезда в созвездии Большой Медведицы на расстоянии (вычисленном из значения параллакса) приблизительно 18974 световых лет (около 5817 парсеков) от Солнца. Видимая звёздная величина звезды — от +16,1m до +15m.

## Характеристики
DE Большой Медведицы — пульсирующая переменная звезда типа RR Лиры (RRAB).